# 薩尼婭·阿梅蒂
薩尼婭·阿梅蒂（Sanija Ameti，1992年5月11日—），是瑞士綠色自由黨女性政治人物、社會活動家和網路安全專家。她自2021年起擔任政治運動「自由行動」的聯合主席。

## 早期生活與教育
薩尼婭·阿梅蒂於1992年5月11日出生於波士尼亞的一個穆斯林家庭。她的父親是南斯拉夫時期的生物學教授和政治人物。1995年，她以難民身分來到瑞士。一家人原本想去德國，但邊境的走私犯勒索要的錢非常多，於是阿梅蒂一家留在了克羅伊茨林根。阿梅蒂隨後前往阿德利斯維爾的庇護中心。她在歐瑞康長大，並在那裡完成了高中學業。她最初想學習藝術史，但她的父親更希望她成為律師或醫生。隨後，阿梅蒂於2011年至2018年在蘇黎世大學學習法律，並一直在伯爾尼大學攻讀網路安全主題的博士學位。

## 職業
薩尼婭·阿梅蒂在會見瑞士第一位女聯邦委員伊麗莎白·科普後開始積極參與政治活動，伊麗莎白·科普鼓勵她從事政治生涯。
自2019年起，她一直擔任瑞士綠色自由黨執行委員會成員，並於2020年成為蘇黎世邦瑞士綠色自由黨領導成員。

## 爭議
2024年9月，阿梅蒂在Instagram上發布了照片，顯示她使用科勒拍賣行目錄中的一幅文藝復興時期畫作《聖母瑪利亞和耶穌》的複製品來作為鎗械練習射擊的目標。此行為引起廣泛譴責。阿梅蒂道歉並於9月9日宣布辭去蘇黎世邦瑞士綠色自由黨的領導職務。

## 外部連結
- 薩尼婭·阿梅蒂的Facebook專頁
- 薩尼婭·阿梅蒂的Instagram帳戶